# Nanasei Iino
Nanasei Iino (飯野 七聖?, Iino Nanasei; Niigata, 2 ottobre 1996) è un calciatore giapponese, centrocampista del Vissel Kōbe.

## Caratteristiche tecniche
Giocatore di piede destro, è un esterno destro dotato di buon dribbling, controllo palla, resistenza e visione di gioco, che gli consente di effettuare dei precisi passaggi alti.
Adattabile anche come esterno sinistro, nel Thespakusatsu Gunma è stato impiegato sia nel ruolo di terzino destro e sinistro che in quello di centrocampista centrale. Può giocare benissimo in una difesa a quattro e come esterno di centrocampo in un 4-4-2 o 3-5-2.

## Carriera

### Giovanili
Ha iniziato la sua carriera calcistica ai tempi del liceo, iscrivendosi all’accademia dell'Albirex Niigata. Dopo aver ottenuto il diploma liceale entra a fare parte del Kokushikan Daigaku, dove viene impiegato come terzino sinistro. Grazie alle sue buone prestazioni in campo, alla fine dell’anno la squadra viene promossa nella prima divisione dell’Università di Kanto e Iino viene incluso nella squadra dell’anno del campionato di seconda divisione.

### Thespakusatsu Gunma
Il 20 dicembre 2018 viene ufficializzato il suo passaggio al Thespakusatsu Gunma, squadra militante in J3 League. Con la squadra di Gunma, grazie al secondo posto ottenuto nella stagione 2019, ottiene la promozione in J2 League, mentre nel 2020 riesce progressivamente a conquistare la titolarità a tal punto da farsi notare da alcune squadre della massima divisione giapponese.

### Sagan Tosu
Il 9 gennaio 2021 viene reso noto il suo acquisto da parte del Sagan Tosu. Debutta in J1 League il successivo 21 febbraio nella prima giornata di campionato contro lo Shonan Bellmare: durante la partita Iino è riuscito a conquistare il rigore (calciato in seguito da Daichi Hayashi) che ha fatto vincere la sua squadra per 1-0.
Realizza due assist molto precisi nell’incontro vinto per 3-1 contro il Kawasaki Frontale giocato il 7 novembre 2021.
Alla fine del 2021, nonostante il forte interesse di alcune squadre nipponiche di tesserare Iino, il Sagan Tosu annuncia sul proprio sito ufficiale il suo rinnovo per la stagione 2022.

### Vissel Kōbe
Il 25 novembre 2023, grazie alla vittoria casalinga per 2-1 del Vissel Kōbe contro il Nagoya Grampus, si aggiudica con una giornata di anticipo il primo campionato della sua carriera, così come il primo della storia per il club amaranto.

## Statistiche

### Presenze e reti nei club
Statistiche aggiornate all'8 dicembre 2024.
| Stagione                  | Club                      | Campionato                | Campionato | Campionato | Coppe nazionali | Coppe nazionali | Coppe nazionali | Coppe continentali | Coppe continentali | Coppe continentali | Altre coppe | Altre coppe | Altre coppe | Totale | Totale |
| Stagione                  | Club                      | Comp                      | Pres       | Reti       | Comp            | Pres            | Reti            | Comp               | Pres               | Reti               | Comp        | Pres        | Reti        | Pres   | Reti   |
| ------------------------- | ------------------------- | ------------------------- | ---------- | ---------- | --------------- | --------------- | --------------- | ------------------ | ------------------ | ------------------ | ----------- | ----------- | ----------- | ------ | ------ |
| 2017                      | Kokushikan Daigaku        | KSL2                      | -          | -          | CG              | 2               | 0               | -                  | -                  | -                  | -           | -           | -           | 2      | 0      |
| Totale Kokushikan Daigaku | Totale Kokushikan Daigaku | Totale Kokushikan Daigaku | -          | -          |                 | 2               | 0               |                    | -                  | -                  |             | -           | -           | 2      | 0      |
| 2019                      | Thespa Gunma              | J3                        | 20         | 1          | CG              | 1               | 0               | -                  | -                  | -                  | -           | -           | -           | 21     | 1      |
| 2020                      | Thespa Gunma              | J2                        | 28         | 2          | -               | -               | -               | -                  | -                  | -                  | -           | -           | -           | 28     | 2      |
| Totale Thespa Kusatsu     | Totale Thespa Kusatsu     | Totale Thespa Kusatsu     | 48         | 3          |                 | 1               | 0               |                    | -                  | -                  |             | -           | -           | 49     | 3      |
| 2021                      | Sagan Tosu                | J1                        | 35         | 0          | CG+CdL          | 2+1             | 0               | -                  | -                  | -                  | -           | -           | -           | 38     | 0      |
| gen.-lug. 2022            | Sagan Tosu                | J1                        | 16         | 1          | CG+CdL          | 0               | 0               | -                  | -                  | -                  | -           | -           | -           | 16     | 1      |
| Totale Sagan Tosu         | Totale Sagan Tosu         | Totale Sagan Tosu         | 51         | 1          |                 | 3               | 0               |                    | -                  | -                  |             | -           | -           | 54     | 1      |
| lug.-dic. 2022            | Vissel Kōbe               | J1                        | 8          | 0          | CG+CdL          | 1+2             | 0               | ACL                | 2                  | 1                  | -           | -           | -           | 13     | 1      |
| 2023                      | Vissel Kōbe               | J1                        | 20         | 0          | CG+CdL          | 3+2             | 0               | -                  | -                  | -                  | -           | -           | -           | 25     | 0      |
| 2024                      | Vissel Kōbe               | J1                        | 14         | 0          | CG+CdL          | 5+1             | 0               | ACL                | 3                  | 0                  | SG          | 1           | 0           | 24     | 0      |
| Totale Vissel Kōbe        | Totale Vissel Kōbe        | Totale Vissel Kōbe        | 42         | 0          |                 | 14              | 0               |                    | 5                  | 1                  |             | 1           | 0           | 62     | 1      |
| Totale carriera           | Totale carriera           | Totale carriera           | 141        | 4          |                 | 20              | 0               |                    | 5                  | 1                  |             | 1           | 0           | 167    | 5      |

## Palmarès

### Club

#### Competizioni nazionali
- Campionato giapponese: 2

Vissel Kōbe: 2023, 2024
- Coppa dell'Imperatore: 1

Vissel Kōbe: 2024